# Catasto Teresiano

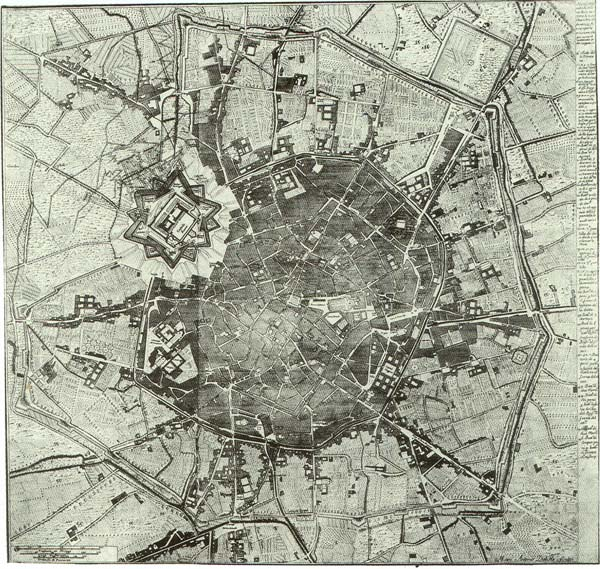
Milano all'epoca del Catasto Teresiano

Il Catasto Teresiano o Catasto "Carlo VI" (in tedesco Mailänder Kataster che significa catasto milanese) fu una monumentale opera di censimento di tutte le proprietà fondiarie della Lombardia austriaca, svoltasi in un arco temporale di oltre quarant'anni, dal 1718 al 1760.

## Storia
Il nuovo sistema censuario venne ufficialmente avviato, nel 1718, da un'apposita commissione di studio nominata da Carlo VI, composta da funzionari di origine non milanese, per salvaguardare la neutralità e l'oggettività dei dati.
I rilievi furono in gran parte realizzati tra gli anni 1722 e 1723, ma il complesso lavoro di restituzione grafica e di formazione e correlazione dei registri immobiliari, oltre a successive interruzioni per cause politiche, procrastinarono l'entrata in vigore del catasto al 1760, sotto il governo dell'Imperatrice Maria Teresa.
Esso fu ad ogni modo anche contrastato dalla nobiltà locale la quale possedeva enormi possedimenti fondiari nell'area del milanese ed era abituata a gestire i rilievi catastali attraverso la corruzione dei funzionari. L'opera venne interrotta nel 1733 per causa dell'ostilità delle casate più nobili tra le influenti di Milano ed a causa della Guerra di Successione polacca prima e di quella di Successione austriaca poi, che vide ufficialmente salire al trono Maria Teresa.
La stesura del catasto riprese nel 1749 sotto la guida del giurista fiorentino Pompeo Neri, uno dei protagonisti delle politiche riformiste volute dagli Asburgo-Lorena nel Granducato di Toscana. Pompeo Neri, che fu chiamato direttamente da Maria Teresa, fu incaricato di presiedere la giunta censuaria (nomina approvata con dispaccio del 19 luglio 1749). Seppur entrando in conflitto con il conte Beltrame Cristiani, potente ministro plenipotenziario della Lombardia Austriaca, Pompeo Neri nell'arco di pochi anni portò a termine la riforma amministrativa e la riforma catastale ispirata a una più equa ripartizione dei carichi fiscali. Il Catasto Teresiano fu approvato con sentenza del 30 dicembre 1757, ed entrò in vigore dal 1º gennaio 1760, due anni dopo il ritorno di Pompeo Neri a Firenze.
Giuseppe II nel 1782, in linea con la politica del giuseppinismo, decise di abolire tutte le esenzioni dall'imposta fondiaria di cui godevano le proprietà ecclesiastiche e il catasto si rivelò una vera e propria manna per rimpinguare le casse dello stato austriaco.

## Caratteristiche
Esso viene definito ad oggi un catasto geometrico particellare a base peritale, fatto che per l'epoca costituì una vera e propria innovazione. Attente misurazioni furono eseguite anche nelle più piccole proprietà, che venivano rappresentate in ogni loro minima parte e con un'estrema cura per i dettagli: per ognuna di esse veniva indicato il proprietario, l'estensione, la destinazione d'uso e la stima.
Sulla base di queste valutazioni, veniva stabilito l'imponibile per ogni contribuente.

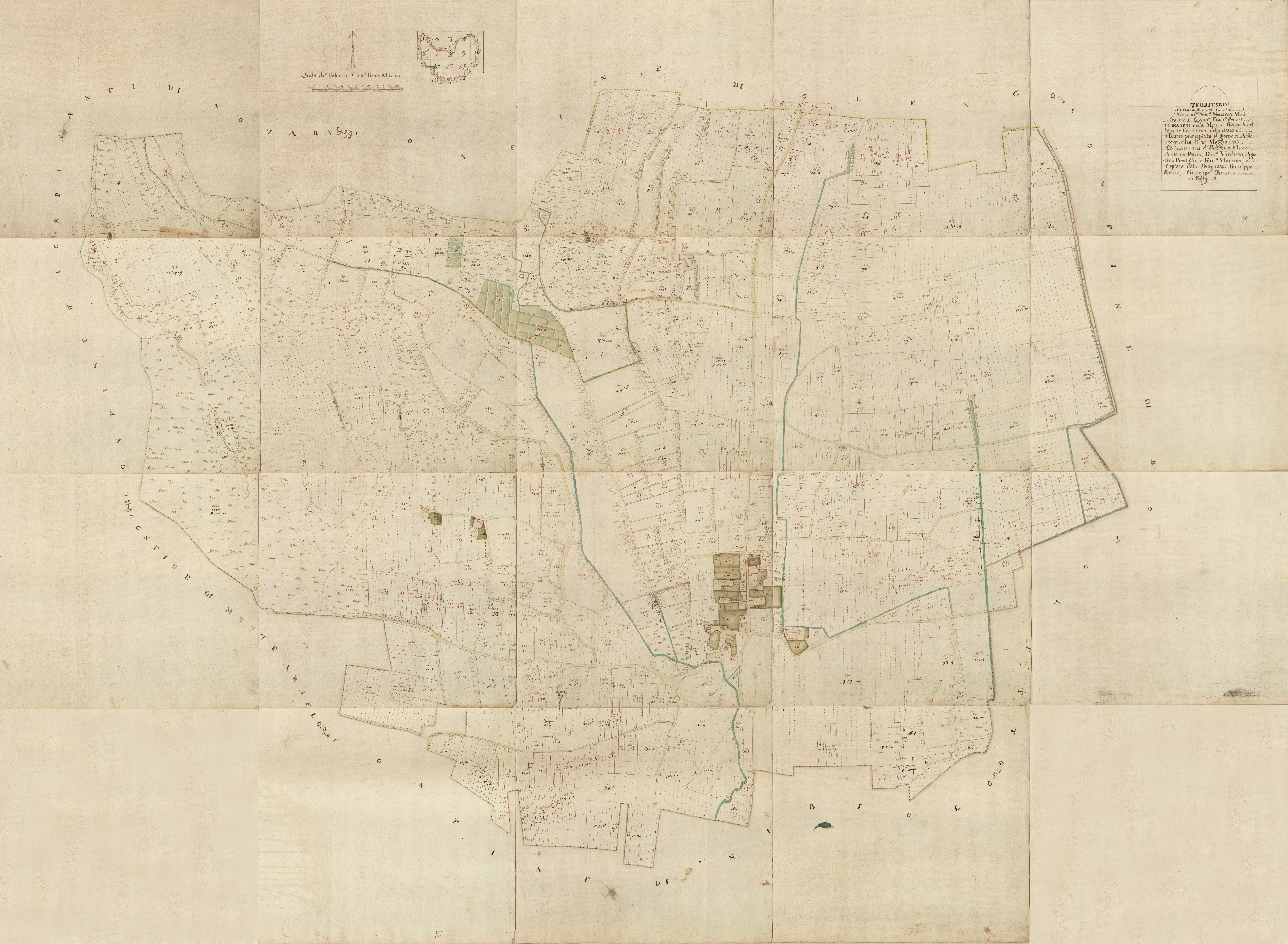
Mappa completa del centro rurale di Garbagna Novarese e della cascina Moncucco, ottenuta assemblando le 18 tavole originali.

Tra le piante messe a coltura, particolare attenzione fu posta alla catalogazione di tutte le piante di gelso (o morone), che rivestiva una grande importanza in quanto unico alimento del baco da seta.
Le misurazioni furono affidate a degli agrimensori delle Province Unite (da cui l'aggettivo peritale), diretti dall'udinese Giovanni Giacomo Marinoni, che si avvalsero di innovativi strumenti di rilevazione, quale la tavoletta pretoriana.
Per evitare contenziosi sull'estensione effettiva degli appezzamenti, come misura standard della superficie delle varie particelle fu imposta la pertica milanese, denominata anche pertica censuaria (1 pertica = 654,5179 m2), che soppiantò le varie unità di misura provinciali precedentemente in uso.